# Museo de la Ciudad de Mérida
El Museo de la Ciudad de Mérida es un museo en Yucatán, México, que expone una gran cantidad de objetos que dan cuenta del desarrollo de la ciudad. El edificio que lo alberga es histórico, data de la época del porfiriato, cuando fungió como Palacio Federal de Correos. Cuenta con piezas precolombinas, coloniales, de la independencia y sus años posteriores, así como de la época del auge henequenero y la Revolución.

## Antecedentes
La actual sede del museo constituye un elemento de gran importancia para Mérida, no solo por su estilo arquitectónico que sobresale de las edificaciones aledañas, sino por su valor histórico. Este Palacio Federal fue inaugurado a finales del porfiriato, el 5 de mayo de 1908 bajo el mandato del gobernador Enrique Muñoz Arístegui y dentro de este se establecieron oficinas de telégrafos, correos y tribunales. 
Diseñado y construido por el ingeniero militar Salvador Echegaray, se distingue por su estilo neoclásico con ciertos toques del estilo francés y otros modernos en los acabados del piso, de los muros y las cancelerías. 
En honor a la historia del edificio, dentro del museo de exhiben objetos representativos que marcaron la época en que otorgaba servicio postal.

## Salas de exposiciones
En el museo se exhiben alrededor de 150 piezas de forma permanente, tanto de valor histórico como arqueológico. Se distribuyen en cuatro salas principales. En el primer piso del Museo se ubican seis salas para exposiciones temporales, con lo que se abre un espacio más para la expresión de los artistas visuales locales. 

### Mérida prehispánica
Presenta  piezas de la antigua Mérida en la época anterior a la conquista de los españoles. También alberga piezas que datan de la cultura maya.

### La colonia o Mérida novohispana
Esta es la sala en la que se presentan objetos de la época de fundación de Mérida, así como otros de la vida cotidiana, armamento y otras piezas que muestran a Mérida durante la Colonia, la fundación de Mérida, educación y evangelización, entre otros. 

### Mérida en elsigloXIXy en los albores del XX
En esta sala nos encontramos con artilugios que nos hablan sobre el desarrollo de la ciudad y su crecimiento económico, junto con otras piezas de la época de las haciendas, referentes a la educación y política de ese tiempo. 

### sigloXX
Objetos y piezas artísticas relacionadas con la Mérida moderna, movimientos culturales y sus representantes, deportes, arquitectura y tradiciones.El ex palacio Federal de Correos de la ciudad de Mérida a principios del siglo XX, es la nueva sede del Museo de la Ciudad de Mérida, desde el 29 de junio de 2007.

## Salas temporales
Las exhibiciones temporales generalmente tienen lugar en el primer piso del Museo. En estas presentan las tendencias referentes a las artes visuales a través de diferentes móviles como pintura, dibujo, grabado, fotografía, escultura y video. También se realizan exhibiciones temáticas que muestran más sobre la historia de Mérida. 